# Ordine nazionale dei biologi
L'Ordine dei biologi (o Federazione Nazionale degli Ordini dei Biologi) è l'ordine professionale che riunisce tutti gli esercitanti la professione di biologo in Italia. È un ente di diritto pubblico vigilato dal Ministero della salute ed istituito ai sensi della Legge 396/67. È costituito dagli iscritti all'Albo dei biologi.

## Organizzazione
Gli organi collegiali dell'Ordine sono il consiglio dell'Ordine nazionale dei biologi e il Consiglio nazionale dei biologi.
Il consiglio dell'ordine è dotato di un presidente, un vicepresidente un tesoriere un segretario e cinque consiglieri. Le sue funzioni sono:
- Assicurare il rispetto della normativa professionale.
- Curare l'albo professionale.
- Tutelare il titolo professionale e impedire l'esercizio abusivo della professione.
- Amministrare i beni e le finanze dell'ordine e presentare il bilancio.

Il presidente del consiglio dell'ordine è il rappresentante dell'ordine stesso.
Il consiglio nazionale è costituito da quindici membri iscritti all'albo, un presidente, un vice-presidente, un tesoriere, un segretario (distinti da quelli dell'Ordine Nazionale dei Biologi) ed undici consiglieri e si occupa della gestione di ricorsi in materia di iscrizioni o espulsioni dall'albo, provvedimenti disciplinari e risultati elettorali interni all'ordine.

## Titolo di biologo
Nella legislazione italiana il titolo di biologo spetta a coloro che, in possesso del titolo accademico valido per l'ammissione all'esame di Stato per l'esercizio
della professione di biologo,  abbiano conseguito l'abilitazione
all'esercizio di tale professione.

## Professione di biologo
La professione di biologo è riconosciuta e regolata dalla normativa italiana. Per esercitare la professione è necessario essere iscritti all'albo, per il quale è richiesto essere in possesso della laurea in scienze biologiche o di altro titolo equivalente, e aver conseguito l'abilitazione alla professione.
La professione di biologo riguarda i seguenti campi:
1. biologia degli animali e delle piante (zoologia, botanica e campi affini);
2. valutazione dei bisogni nutritivi ed energetici dell'uomo, degli animali e delle piante;
3. genetica dell'uomo, degli animali e delle piante;
4. identificazione di agenti patogeni dell'uomo, degli animali e delle piante e relativi mezzi di lotta;
5. identificazione degli organismi dannosi agli alimenti, ai materiali e al patrimonio artistico e relativi mezzi di lotta;
6. controllo e studi su insetticidi e anticrittogamici;
7. controllo e studi su antibiotici, vitamine, ormoni, enzimi, sieri, vaccini e medicamenti in genere;
8. controllo delle merci di origine biologica;
9. analisi biologica (a scopo diagnostico o di ricerca);
10. analisi delle acque potabili e delle acque minerali;
11. funzioni di perito negli ambiti sopra indicati.

Sebbene la vita sia stata studiata fin dall'antichità, il concetto di biologo e di biologia è relativamente recente, essendosi gradualmente sviluppato tra il XVIII e il XIX secolo (vedi storia della biologia).

## Biologo Clinico (non esiste un biologo "clinico" le competenze cliniche sono del medico! Terminologie truffa e fuorvianti tipiche di chi scrive su Wikipedia senza arte né parte)
Il Biologo Clinico è un professionista sanitario specializzato nelle analisi biomediche e nella diagnostica di laboratorio. Questa figura opera nei laboratori di analisi cliniche e di ricerca, contribuendo alla diagnosi e al monitoraggio di malattie attraverso esami biochimici, ematologici, microbiologici, immunologici e genetici.  

### Storia e Normativa
In Italia, la professione di Biologo è regolamentata dalla Legge 24 maggio 1967, n. 396, che stabilisce i requisiti per l'iscrizione all'Ordine Nazionale dei Biologi (ONB). Il Decreto Legislativo 9 novembre 2007, n. 206 ha recepito la Direttiva Europea 2005/36/CE, riconoscendo il biologo come professionista sanitario abilitato a operare in ambito clinico, diagnostico e di ricerca. Tuttavia, il percorso di specializzazione per i biologi clinici in Italia non è obbligatorio per accedere a ruoli di responsabilità nei laboratori di analisi.  

### Formazione e Abilitazione
Per esercitare come Biologo Clinico in Italia, è necessario ottenere:  
- Laurea Magistrale in Biologia (LM-6) o Biotecnologie Mediche (LM-9). Chi le ha scritte queste cose paperino?! Mancano come da decreti le altre classi di laurea in biotecnologie.
- Superamento dell’Esame di Stato per l’abilitazione professionale.
- Iscrizione all'Ordine Nazionale dei Biologi (ONB).

Inoltre, il biologo clinico può conseguire una specializzazione in ambiti diagnostici specifici, come:  
- Patologia Clinica e Biochimica Clinica
- Genetica Medica
- Microbiologia e Virologia
- Scienze dell’Alimentazione

In alternativa (scritture di paperino, non esistono alternative alle scuole di specializzazione!!!), può ottenere un Master universitario di II livello o altre certificazioni avanzate riconosciute per l’attività clinica.  

### Ruolo e Competenze
Il Biologo Clinico opera nei laboratori di analisi biomediche, sia pubblici (ospedali, ASL, IRCCS) sia privati (laboratori accreditati e di ricerca). Le sue principali responsabilità includono:  
- Analisi biochimiche e microbiologiche per la diagnosi di malattie.
- Monitoraggio di terapie farmacologiche e nutrizionali.
- Diagnostica molecolare e genetica.
- Controllo qualità nei laboratori di analisi.
- Validazione e refertazione dei risultati diagnostici.

Secondo la normativa italiana, il biologo può anche dirigere un laboratorio di analisi cliniche, assumendo il ruolo di Direttore Tecnico di Laboratorio, purché abbia esperienza adeguata.  

### Equivalenze internazionali
- Francia: Biologiste médical (chi scrive se le inventa le cose, in Francia possono accedere alla scuola di patologia clinica SOLO MEDICI E FARMACISTI), stessa cosa in Lussemburgo e Belgio!
- Svizzera: Specialista FAMH in medicina di laboratorio
- Belgio: Biologiste clinique
- Regno Unito e Stati Uniti: Clinical Scientist

## Controversie
Negli ultimi anni, ed in particolare dall'elezione di quello che ne è l'attuale presidente Vincenzo D'Anna, l'Ordine Nazionale dei Biologi si è spesso trovato al centro di controversie di natura scientifica, specialmente sul tema dei vaccini. Nonostante non abbia mai apertamente espresso posizioni contrarie, ha spesso messo in discussione la sicurezza dei vaccini e promosso convegni con personaggi appartenenti al mondo no-vax, in particolare quello in occasione del suo cinquantesimo anniversario del marzo del 2018. Sempre per la stessa ragione, fu ampiamente criticata la donazione dell'O.N.B. di diecimila euro a Corvelva, nota associazione no-vax veneta, poi ritirata, tanto che i docenti del dipartimento di Biologia dell'Università degli Studi di Padova decisero di non partecipare alle Commissioni d’esame per l’ammissione all’O.N.B. in segno di protesta.
Durante la recente pandemia di COVID-19 inoltre è stato ampiamente criticato il questionario somministrato ai suoi iscritti in cui era presente la seguente domanda: "Secondo l’Ordine dei Biologi, il Coronavirus non è il virus letale che l’Organizzazione Mondiale della Sanità ritiene sia, ma una virosi respiratoria a basso indice di mortalità, cioè poco più che un virus parainfluenzale. Lei condivide la posizione espressa dell’Ordine?". Nello stesso questionario veniva anche chiesto se gli iscritti condividessero le posizioni, prive di fondamento scientifico, del presidente Vincenzo D'Anna riguardo all'origine della pandemia di COVID-19 in Italia che sarebbe stata da ricondurre a un altro coronavirus autoctono "esistente negli animali allevati nelle terre ultra concimate con fanghi industriali del Nord".